# Marlon Brandão
Marlon Roniel Brandão (Marília, 1º settembre 1963) è un ex calciatore brasiliano, di ruolo attaccante.

## Carriera
Ha iniziato la propria carriera nella squadra della sua città, per poi debuttare in Série A col Guarani nel 1982. Nel 1987 si è trasferito in Portogallo, a Lisbona sponda Sporting dove ha vinto la Supercoppa contro il Benfica.
Nella stagione 1990-91 con 31 presenze e 11 gol realizzati ha contribuito a portare il Boavista al quarto posto in campionato. Si è ritirato a soli 30 anni, giocando la sua ultima stagione in Spagna col Real Valladolid.

## Palmarès

### Competizioni nazionali
- Supercoppa di Portogallo: 2

Sporting Lisbona: 1987
Boavista: 1992
- Coppa del Portogallo: 1

Boavista: 1991-1992